# Taipei Cinese ai Giochi della XXVII Olimpiade
Taipei Cinese partecipò ai Giochi della XXVII Olimpiade, svoltisi a Sydney, Australia, dal 15 settembre al 1º ottobre 2000, con una delegazione di 55 atleti impegnati in quattordici discipline.